# Trieces latitarsis
Trieces latitarsis là một loài tò vò trong họ Ichneumonidae.